# Medaillenspiegel der Olympischen Sommerspiele 1956
Diese Tabelle zeigt den Medaillenspiegel der Olympischen Sommerspiele 1956 in Melbourne (einschließlich der Reiterspiele in Stockholm). Die Platzierungen sind nach der Anzahl der gewonnenen Goldmedaillen sortiert, gefolgt von der Anzahl der Silber- und Bronzemedaillen. Weisen zwei oder mehr Länder eine identische Medaillenbilanz auf, werden sie alphabetisch geordnet auf dem gleichen Rang geführt. Dies entspricht dem System, das vom Internationalen Olympischen Komitee (IOC) verwendet wird.
38 der 72 teilnehmenden Nationen gewannen in einem der 151 ausgetragenen Wettbewerbe mindestens eine Medaille. Von diesen gewannen 25 mindestens eine Goldmedaille.

## Medaillenspiegel
| Platz | Mannschaft                      | Gold | Silber | Bronze | Gesamt |
| ----- | ------------------------------- | ---- | ------ | ------ | ------ |
| 01    | Sowjetunion (URS)               | 37   | 29     | 32     | 98     |
| 02    | Vereinigte Staaten (USA)        | 32   | 25     | 17     | 74     |
| 03    | Australien (AUS)                | 13   | 8      | 14     | 35     |
| 04    | Ungarn (HUN)                    | 9    | 10     | 7      | 26     |
| 05    | Italien (ITA)                   | 8    | 8      | 9      | 25     |
| 06    | Schweden (SWE)                  | 8    | 5      | 6      | 19     |
| 07    | Gesamtdeutsche Mannschaft (EUA) | 6    | 13     | 7      | 26     |
| 08    | Großbritannien (GBR)            | 6    | 7      | 11     | 24     |
| 09    | Rumänien (ROU)                  | 5    | 3      | 5      | 13     |
| 10    | Japan (JPN)                     | 4    | 10     | 5      | 19     |
| 11    | Frankreich (FRA)                | 4    | 4      | 6      | 14     |
| 12    | Türkei (TUR)                    | 3    | 2      | 2      | 7      |
| 13    | Finnland (FIN)                  | 3    | 1      | 11     | 15     |
| 14    | Iran (IRI)                      | 2    | 2      | 1      | 5      |
| 15    | Kanada (CAN)                    | 2    | 1      | 3      | 6      |
| 16    | Neuseeland (NZL)                | 2    | —      | —      | 2      |
| 17    | Polen (POL)                     | 1    | 4      | 4      | 9      |
| 18    | Tschechoslowakei (TCH)          | 1    | 4      | 1      | 6      |
| 19    | Bulgarien (BUL)                 | 1    | 3      | 1      | 5      |
| 20    | Dänemark (DEN)                  | 1    | 2      | 1      | 4      |
| 21    | Irland (IRL)                    | 1    | 1      | 3      | 5      |
| 22    | Norwegen (NOR)                  | 1    | —      | 2      | 3      |
| 23    | Mexiko (MEX)                    | 1    | —      | 1      | 2      |
| 24    | Brasilien (BRA)                 | 1    | —      | —      | 1      |
| 0     | Indien (IND)                    | 1    | —      | —      | 1      |
| 26    | Jugoslawien (YUG)               | —    | 3      | —      | 3      |
| 27    | Chile (CHI)                     | —    | 2      | 2      | 4      |
| 28    | Belgien (BEL)                   | —    | 2      | —      | 2      |
| 29    | Argentinien (ARG)               | —    | 1      | 1      | 2      |
| 0     | Südkorea (KOR)                  | —    | 1      | 1      | 2      |
| 31    | Island (ISL)                    | —    | 1      | —      | 1      |
| 0     | Pakistan (PAK)                  | —    | 1      | —      | 1      |
| 33    | Südafrikanische Union (RSA)     | —    | —      | 4      | 4      |
| 34    | Österreich (AUT)                | —    | —      | 2      | 2      |
| 35    | Bahamas (BAH)                   | —    | —      | 1      | 1      |
| 0     | Griechenland (GRE)              | —    | —      | 1      | 1      |
| 0     | Schweiz (SUI)                   | —    | —      | 1      | 1      |
| 0     | Uruguay (URU)                   | —    | —      | 1      | 1      |
|       | Gesamt                          | 153  | 153    | 163    | 469    |